# Хорватия на Европейских играх 2015
Хорватия на I Европейских играх, которые прошли в июне 2015 года в столице Азербайджана, в городе Баку, была представлена 113 спортсменами в 19 видах спорта..

## Награды

### Золото
| Золото |                 |                         |
| #      | Спортсмены      | Вид спорта (дисциплина) |
| 1      | Маша Мартинович | Карате (от 68 кг)       |

### Серебро
| Серебро |                |                                          |
| #       | Спортсмены     | Вид спорта (дисциплина)                  |
| 1       | Елена Ковачеви | Карате (до 55 кг)                        |
| 2       | Ана Занинович  | Тхэквондо (до 57 кг)                     |
| 3       | Петар Горша    | Стрельба (винтовка с трёх позиций, 50 м) |
| 4       | Никола Обравач | Плавание (брасс, 50 м)                   |

### Бронза
| Бронза |                  |                                 |
| #      | Спортсмены       | Вид спорта (дисциплина)         |
| 1      | Ана Ленард       | Карате (до 61 кг)               |
| 2      | Доминик Этлингер | Греко-римская борьба (до 71 кг) |
| 3      | Люция Занинович  | Тхэквондо (до 49 кг)            |
| 4      | Ива Радош        | Тхэквондо (свыше 67 кг)         |
| 5      | Ведран Голец     | Тхэквондо (свыше 80 кг)         |
| 6      | Йосип Филипи     | Бокс (до 91 кг)                 |

## Состав команды
Борьба
Греко-римская борьба
- Невен Жугай
- Ненад Жугай
- Иван Лизатович
- Божо Старчевич
- Доминик Этлингер
- Даниел Янечич

Велоспорт
 Велоспорт-маунтинбайк
- Филип Турк
- Андреа Киришич

 Карате
- Данил Домджони
- Моника Берулеч
- Елена Ковачевич
- Влатка Киук
- Ана Ленард
- Маша Мартинович

 Триатлон
- Матия Кривец
- Матия Лукина
- Соня Скевин

 Тхэквондо
- Филип Гргич

## Результаты

### Борьба
В соревнованиях по борьбе разыгрывалось 24 комплекта наград. По 8 у мужчин и женщин в вольной борьбе и 8 в греко-римской. Турнир проходил по олимпийской системе с выбыванием. В утешительный раунд попадали участники, проигравшие в своих поединках будущим финалистам соревнований. Каждый поединок состоит из двух раундов по 3 минуты, победителем становится спортсмен, набравший большее количество баллов. По окончании схватки, в зависимости от результатов в каждом из раундов спортсменам начисляются классификационные очки.
Мужчины
Греко-римская борьба
Легенда: 

VT — победа на туше; 

VB — победа по травме; 

PP — победа по очкам с техническим баллом у проигравшего; 

PO — победа по очкам без технического балла у проигравшего; 

SP — техническое превосходство, победа по очкам с разницей более, чем в 6 баллов с техническим баллом у проигравшего; 

ST — техническое превосходство, победа по очкам с разницей более, чем в 6 баллов без технического балла у проигравшего; 

| Соревнование | Спортсмены       | Первый раунд                | 1/8 финала                      | Четвертьфинал              | Полуфинал                      | Финал                          | Место |
| Соревнование | Спортсмены       | Соперник Результат          | Соперник Результат              | Соперник Результат         | Соперник Результат             | Соперник Результат             | Место |
| ------------ | ---------------- | --------------------------- | ------------------------------- | -------------------------- | ------------------------------ | ------------------------------ | ----- |
| до 59 кг     | Иван Лизатович   | Ф. Учюнджю (TUR) П 0:4 (ST) | Завершил выступление            | Завершил выступление       | Завершил выступление           | Завершил выступление           | 22    |
| до 66 кг     | Даниел Янечич    | не участвовал               | Г. Алиев (AZE) П 0:3 (PO)       | Завершил выступление       | Завершил выступление           | Завершил выступление           | 25    |
| до 71 кг     | Доминик Этлингер | не участвовал               | З. Бекаури (POR) В 5:0 (VB)     | Р. Чунаев (AZE) П 0:3 (PO) | Турнир за 3-е место            | Турнир за 3-е место            | 3     |
| до 71 кг     | Доминик Этлингер | не участвовал               | З. Бекаури (POR) В 5:0 (VB)     | Р. Чунаев (AZE) П 0:3 (PO) | Д. Катарага (MDA) В 3:1 (PP)   | С. Костадинов (BUL) В 4:0 (ST) | 3     |
| до 75 кг     | Невен Жугай      | Ф. Мархль (AUT) В 3:0 (PO)  | Д. Пышков (UKR) П 1:3 (PP)      | Завершил выступление       | Завершил выступление           | Завершил выступление           | 14    |
| до 80 кг     | Божо Старчевич   | не участвовал               | Д. Александров (BUL) П 1:3 (PP) | Завершил выступление       | Завершил выступление           | Завершил выступление           | 13    |
| до 85 кг     | Ненад Жугай      | не участвовал               | Т. Хамикоев (MKD) В 4:0 (ST)    | Э. Апс (EST) В 3:0 (PO)    | Д. Чакветадзе (RUS) П 1:3 (PP) | Турнир за 3-е место            | 5     |
| до 85 кг     | Ненад Жугай      | не участвовал               | Т. Хамикоев (MKD) В 4:0 (ST)    | Э. Апс (EST) В 3:0 (PO)    | Д. Чакветадзе (RUS) П 1:3 (PP) | Р. Ацицзир (GER) П 1:3 (PP)    | 5     |

### Велоспорт

#### Маунтинбайк
Соревнования по маунтинбайку проводилились в построенном специально для игр велопарке. Дистанция у мужчин составляла 36,7 км, а у женщин 27,9 км.
Мужчины
| Соревнование | Спортсмены | Результат | Место | Отставание |
| ------------ | ---------- | --------- | ----- | ---------- |
| Кросс-кантри | Филип Турк | LAP       | —     | —          |

Женщины
| Соревнование | Спортсмены     | Результат | Место | Отставание |
| ------------ | -------------- | --------- | ----- | ---------- |
| Кросс-кантри | Андреа Киришич | LAP       | —     | —          |

### Гребля на байдарках и каноэ
Соревнования по гребле на байдарках и каноэ проходили в городе Мингечевир на базе олимпийского учебно-спортивного центра «Кюр». Разыгрывалось 15 комплектов наград. В каждой дисциплине соревнования проходили в три этапа: предварительный раунд, полуфинал и финал.
| Соревнование     | Спортсмены      | Предварительный раунд | Предварительный раунд | Предварительный раунд | Полуфинал | Полуфинал | Полуфинал | Финал                | Финал                | Итоговое место       |
| Соревнование     | Спортсмены      | Заплыв                | Время                 | Место                 | Заплыв    | Время     | Место     | Время                | Место                | Итоговое место       |
| ---------------- | --------------- | --------------------- | --------------------- | --------------------- | --------- | --------- | --------- | -------------------- | -------------------- | -------------------- |
| K-1, 1000 метров | Антун Новакович | 1                     | 3:41,575              | 6 (Q)                 | 3         | 3:32,120  | 7         | Завершил выступление | Завершил выступление | Завершил выступление |

### Карате
Соревнования по карате проходили в Бакинском кристальном зале. В каждой весовой категории принимали участие по 8 спортсменов, разделённых на 2 группы. Из каждой группы в полуфинал выходили по 2 спортсмена, которые по системе плей-офф разыгрывали медали Европейских игр.
Мужчины
| Соревнование | Спортсмены     | Групповой этап        | Групповой этап           | Групповой этап       | Групповой этап | 1/2 финала           | Финал                | Итоговое место       |
| Соревнование | Спортсмены     | 1 поединок            | 2 поединок               | 3 поединок           | Место          | 1/2 финала           | Финал                | Итоговое место       |
| ------------ | -------------- | --------------------- | ------------------------ | -------------------- | -------------- | -------------------- | -------------------- | -------------------- |
| До 67 кг     | Данил Домджони | Группа B              | Группа B                 | Группа B             | Группа B       | Завершил выступление | Завершил выступление | Завершил выступление |
| До 67 кг     | Данил Домджони | Р. Гиглер (GER) Н 0:0 | И.М. Тадишши (HUN) П 0:1 | Б. Уйгур (TUR) Н 0:0 | 4              | Завершил выступление | Завершил выступление | Завершил выступление |

Женщины
| Соревнование | Спортсмены      | Групповой этап         | Групповой этап           | Групповой этап            | Групповой этап | 1/2 финала                   | Финал                    | Итоговое место        |
| Соревнование | Спортсмены      | 1 поединок             | 2 поединок               | 3 поединок                | Место          | 1/2 финала                   | Финал                    | Итоговое место        |
| ------------ | --------------- | ---------------------- | ------------------------ | ------------------------- | -------------- | ---------------------------- | ------------------------ | --------------------- |
| До 50 кг     | Моника Берулеч  | Группа A               | Группа A                 | Группа A                  | Группа A       | Завершила выступление        | Завершила выступление    | Завершила выступление |
| До 50 кг     | Моника Берулеч  | С. Озчелик (TUR) П 0:3 | Б. Планк (AUT) П 0:1     | Н. Алиева (AZE) В 3:0     | 3              | Завершила выступление        | Завершила выступление    | Завершила выступление |
| До 55 кг     | Елена Ковачевич | Группа B               | Группа B                 | Группа B                  | Группа B       | К. Феррер Гарсия (ESP) В 2:1 | Э. Туй (FRA) П 1:2       | 2                     |
| До 55 кг     | Елена Ковачевич | Т. Якан (TUR) Н 0:0    | Д. Уорлинг (LUX) Н 1:1   | И. Гасымова (AZE) В 1:0   | 1 (Q)          | К. Феррер Гарсия (ESP) В 2:1 | Э. Туй (FRA) П 1:2       | 2                     |
| До 61 кг     | Ана Ленард      | Группа B               | Группа B                 | Группа B                  | Группа B       | Л. Иньяс (FRA) П 0:1         | За 3-е место             | 3                     |
| До 61 кг     | Ана Ленард      | М. Чобан (TUR) Н 0:0   | Ф. Абиева (AZE) В 6:0    | И. Суханкова (SVK) Н 0:0  | 2 (Q)          | Л. Иньяс (FRA) П 0:1         | Т. Ристич (SLO) В 6:0    | 3                     |
| Свыше 68 кг  | Маша Мартинович | Группа A               | Группа A                 | Группа A                  | Группа A       | И. Зайцева (RUS) В 5:2       | М. Ходжаоглу (TUR) В 5:0 | 1                     |
| Свыше 68 кг  | Маша Мартинович | А. Самадли (AZE) В 2:1 | Х. Антунович (SWE) В 2:1 | Н. Аит Ибраим (FRA) В 8:2 | 1 (Q)          | И. Зайцева (RUS) В 5:2       | М. Ходжаоглу (TUR) В 5:0 | 1                     |
| Ката         | Влатка Киук     | Группа B               | Группа B                 | Группа B                  | Группа B       | Завершила выступление        | Завершила выступление    | Завершила выступление |
| Ката         | Влатка Киук     | Д. Бозан (TUR) П 0:5   | Я. Блойль (GER) П 0:5    | А. Гурбанова (AZE) В 5:0  | 3              | Завершила выступление        | Завершила выступление    | Завершила выступление |

### Триатлон
Соревнования по триатлону состояли из 3 этапов — плавание (1,5 км), велоспорт (40 км), бег (9,945 км).
Мужчины
| Соревнование | Спортсмены   | Плавание | Смена | Велоспорт | Смена | Бег   | Итоговое время | Место | Отставание |
| ------------ | ------------ | -------- | ----- | --------- | ----- | ----- | -------------- | ----- | ---------- |
| Мужчины      | Матия Лукина | 20:21    | 0:46  | 1:00:14   | 0:25  | 36:30 | 1:58:16        | 43    | +9:45      |
| Мужчины      | Матия Кривец | 22:23    | 0:50  | LAP       | LAP   | LAP   | —              | —     | —          |

Женщины
| Соревнование | Спортсмены  | Плавание | Смена | Велоспорт | Смена | Бег   | Итоговое время | Место | Отставание |
| ------------ | ----------- | -------- | ----- | --------- | ----- | ----- | -------------- | ----- | ---------- |
| Женщины      | Соня Скевин | 21:58    | 0:56  | 1:08:15   | 0:33  | 44:02 | 2:15:44        | 34    | +15:16     |

### Тхэквондо
Соревнования по тхэквондо проходят по системе с выбыванием. Для победы в турнире спортсмену необходимо одержать 4 победы. Тхэквондисты, проигравшие по ходу соревнований будущим финалистам, принимают участие в утешительном турнире за две бронзовые медали.
Мужчины
| Категория | Спортсмены  | Первый раунд             | Четвертьфинал        | Полуфинал            | Финал                | Место |
| Категория | Спортсмены  | Соперник Результат       | Соперник Результат   | Соперник Результат   | Соперник Результат   | Место |
| --------- | ----------- | ------------------------ | -------------------- | -------------------- | -------------------- | ----- |
| до 68 кг  | Филип Гргич | М. Стэмпер (GBR) П 13:18 | Завершил выступление | Завершил выступление | Завершил выступление | 11    |